# Erwin Zajiček
Erwin Zajiček (22. listopadu 1890 Frélichov – 29. října 1976 Poysdorf) byl československý novinář a politik německé národnosti v období první republiky. Byl jedním z vůdčích politiků Německé křesťanskosociální strany lidové a představitel německého aktivismu v Československu.

## Život

### Učitel
Narodil se ve Frélichově (dnes Jevišovka), jeho otec byl zde učitelem a ředitelem národní školy. Erwin vystudoval národní školu v Prátlsbrunu, nižší gymnázium v Mikulově a učitelský ústav ve Vídni-Strebersdorfu, kde roku 1910 složil učitelské zkoušky. Stal se učitelem. Působil ve Valticích. V Otto Willmannově svazu (Otto Willmann-Bund) založil a vedl Sjednocení katolických učitelů (Vereinigung katholischer Lehrer). Byl předsedou diecéze Lidového svazu německých katolíků (Volksbund deutscher Katholiken).

### Politika
V období první republiky byl představitelem německého aktivismu. Ten podporoval aktivní spolupráci tehdejších německých politických stran (Německý svaz zemědělců, Německá křesťansko sociální strana lidová a Německá sociálně demokratická strana dělnická) s československými vládami.
V letech 1925–1938 působil jako poslanec Národního shromáždění. V letech 1936–1938 navíc působil jako ministr bez portfeje v druhé vládě Milana Hodži a třetí vládě Milana Hodži. Při nástupu do ministerské funkce 2. července 1936 tak zpochybnil Henleinovo tvrzení, že Sudetoněmecká strana zastupuje všechny Němce v českých zemích.
Po sloučení Německé křesťansko sociální strany lidové se Sudetoněmeckou stranou na jaře 1938 nepřešel do poslaneckého klubu SdP a od března 1938 byl nezařazeným poslancem. Na podzim 1938 v souvislosti se změnami hranic Československa jeho poslanecký mandát zanikl.

### Rakousko
Od roku 1945 působil v Rakousku. Po návratu z války, kde byl též zajat, se obzvlášť zasadil o začlenění odsunutých Němců z Československa do rakouské společnosti. Po založení Vrcholného orgánu Jihomoravanů v Rakousku (Dachverband der Südmährer in Österreich) se stal jeho prvním předsedou.